# 億萬未婚夫
《億萬未婚夫》（英語：The Bachelor）是一部1999年的美国浪漫喜剧剧情奇幻电影，由加里·西尼奥尔（Gary Sinyor）执导，史蒂夫·科恩（Steve Cohen）编剧。该片是1925年巴斯特·基頓无声喜剧电影《七番機會》的翻拍作品，主演是克里斯·奧唐納和蕾妮·齐薇格。该电影获得了影评人的负面评价，以2100万美元的预算取得了3690万美元的票房收入。这部电影也是瑪麗亞·凱莉的演艺处女作。

## 剧情
单身汉吉米·香农在向交往三年的女友安妮求婚失败后，得知祖父去世了，把价值1亿美元的家族企业留给了他。条件是他必须在他30岁生日的次日晚上6点05分之前结婚，并且在未来10年内，他不能与新娘分开超过一周，同时他们必须在婚后的前五年内努力生育孩子。这使得吉米和朋友们以及一位牧师在接下来的几个小时内紧急寻找新娘。
如果吉米失败，商业竞争对手Oden Sports将收购公司，吉米的员工就会失业。与此同时，安妮也产生了重新考虑的想法，与妹妹娜塔莉交流后，娜塔莉说服安妮回家，和父母过夜。
绝望的吉米打开了一个装满旧女友照片的鞋盒，开始寻找她们。首先，他找到了石油期货交易员斯泰西，但她已经订婚了。第二个是橱窗装饰师佐伊。吉米去找她，但不一会儿，他又去追逐一个他以为是安妮的女人。他回到佐伊那里时，发现她已经把一个人体模型放火烧了。
他在歌剧歌手和警察那里也碰壁了。他的名单很快被消耗殆尽，不过最后的选择巴克利同意了。她讨厌吉米，但希望用他的钱来支持她的家族。当牧师开始进行仪式时，她逐渐了解到遗嘱的其他条件。惊恐之下，她开车离开了。
安妮想念吉米，决定回到城市。她想找到他，便打电话给马可安排与吉米共进晚餐。
随着大家都在努力帮助吉米拯救家族企业，吉米逐渐意识到了婚姻的“意义”，正如牧师所揭示的那样，他是在妻子去世后选择了成为牧师，而且他为能结婚并组建家庭而感到自豪。
吉米终于意识到他爱安妮，准备“迈出这一步”。彻夜未眠后，他在教堂里休息，马可承诺送来新娘。他醒来时，发现数百名穿着婚纱的女性在等他。他试图安抚这些女性，马可则谎称这一切都是恶作剧。马可透露安妮正在返回的路上，吉米于是逃到火车站，在路上订了一个蛋糕。他在逃脱新娘的追赶后赶到火车站，找到了安妮，但她发现了一份报纸，上面头版写着：“你愿意为了1亿美元嫁给这个男人吗？”旁边还有吉米的照片。她很生气，但他向她表达了他的爱，他们和解了。
娜塔莉在车站找到了一件被丢弃的婚纱，安妮在洗手间里穿上了它。她打开门，看到数百名新娘跑过，追逐着吉米。吉米逃跑了。他最终爬上一段逃生梯，向新娘们聚集的楼下喊着安妮。牧师开始通过警车里的扩音器主持仪式，导致许多“新娘”袭击了警车。安妮在人群中穿过，爬上梯子，来到了吉米身边。安妮说服其他女性让她享有这一天的幸福。
牧师在大家的欢呼声中宣布他们成为夫妻，吉米和安妮接吻。他们在截止时间6点05分之前赶上，继承了1亿美元。然后她将花束抛向下面拥挤的人群。

## 演员
- 克里斯·奧唐納 - 吉米·香农
- 蕾妮·齐薇格 - 安妮·阿登
- 賀爾·賀爾布魯克 - 罗伊·奥德尔
- 詹姆斯·克伦威尔 - 牧师
- 阿蒂·兰格（Artie Lange） - 马可
- 爱德华·阿斯纳 - 希德·格鲁克曼
- 瑪莉·雪登 - 娜塔莉·阿登
- 皮特·乌斯蒂诺夫 - 祖父詹姆斯·香农
- 莎拉·席爾蔓 - 卡罗琳
- 斯泰西·爱德华兹（Stacy Edwards） - 佐伊
- 丽贝卡·克罗斯（Rebecca Cross） - 斯泰西
- 珍妮弗·艾斯波西多 - 达芙妮
- 凯瑟琳·汤恩（Katharine Towne） - 莫妮克
- 瑪麗亞·凱莉 - 伊拉娜
- 波姬·小丝 - 巴克利·黑尔-温莎
- 阿纳斯塔西亚·霍恩（Anastasia Horne） - 佩皮·布尔
- 帕特·芬恩（Pat Finn） - 博尔特

## 原声带
| 曲序 | 曲目                                                       | 词曲                                                                                           | 歌手                             | 时长 |
| ---- | ---------------------------------------------------------- | ---------------------------------------------------------------------------------------------- | -------------------------------- | ---- |
| 1.   | Don't Fence Me In（原唱：Roy Rogers）                      | Cole Porter、Robert Fletcher                                                                   | David Byrne                      | 3:30 |
| 2.   | It Must Be Love（原唱：Labi Siffre）                       | Claudius Siffre                                                                                | Madness                          | 3:48 |
| 3.   | (Your Love Keeps Lifting Me) Higher and Higher             | Berry Gordy、Tyran Carlo                                                                       | Jackie Wilson                    | 3:01 |
| 4.   | Just a Gigolo/I Ain't Got Nobody                           | Leonello Casucci、Julius Brammer（英语歌词：Irving Caesar）/ Spencer Williams、Roger A. Graham | Louis Prima                      | 4:43 |
| 5.   | Hernando's Hideaway                                        | Jerry Ross、Richard Adler                                                                      | Billy May's Rico Mambo Orchestra | 2:19 |
| 6.   | Cha Cha on the Moon                                        | Charles Rose、Ronnie Bridges                                                                   | Pat Reader                       | 1:45 |
| 7.   | Little Arrows                                              | Albert Hammond、Mike Hazlewood                                                                 | Leapy Lee                        | 2:41 |
| 8.   | You're the First, the Last, My Everything                  | Barry Carter、Tony Sepe、Peter Sterling Radcliffe                                              | Barry White                      | 3:27 |
| 9.   | The First Time Ever I Saw Your Face（原唱：Roberta Flack） | Ewan MacColl                                                                                   | Jane Powell                      | 4:23 |
| 10.  | Hit the Road Jack（原唱：Screamin' Jay Hawkins）           | Percy Mayfield                                                                                 | Buster Poindexter                | 3:18 |

## 发行

### 影评
在评论汇总网站爛番茄上，71位影评人的评论中只有8%是正面的，平均评分为3.6/10。该网站的评论家共识是：“《億萬未婚夫》陈词滥调、无趣且令人恼火，证明了克里斯·奧唐納并非巴斯特·基頓。”在Metacritic上，根據26位影評人給予31分（滿分100分），這部電影獲得了「普遍負面評價」。由影院评分调查的观众对该片的评分为“B−”（最高A+，最低F）。
《纽约时报》的斯蒂芬·霍尔登（Stephen Holden）表示，这部电影“虽然讽刺过于宽泛，难以产生强烈的效果，但它确实构建了一些无声电影喜剧的快感。”《今日秀》的吉恩·沙利特（Gene Shalit）称这部电影“宏伟而非凡”。

### 票房
该片在北美以750万美元的收入位居首映周末票房第三，仅次于《人骨拼图》和《猛鬼屋》。最终，《億萬未婚夫》在全球票房收入为3700万美元，使其成为一部票房小有成功的作品。